# Junius Annaeus Gallio
Iunius Annaeus Gallio (Cordoba, 1 na Chr. - ± 66 na Chr.) was een Romeins politicus uit de 1e eeuw n.Chr.. Hij werd geboren als Marcus Annaeus Novatus en was de oudste zoon van Seneca de Oudere en Helvia. Zijn jongere broers waren de filosoof Seneca de Jongere en de aardrijkskundige Marcus Annaeus Mela, vader van de dichter Lucanus. Na zijn adoptie door de retor Lucius Iunius Gallio liet hij zich Iunius Annaeus Gallio noemen.
In een inscriptie te Delphi wordt hij door keizer Claudius "Junius Gallio, mijn vriend en proconsul van Achaea" genoemd. Hij was dus, ergens tussen april 51 en mei 53 na Chr., proconsul van de Romeinse provincie Achaea. Gallio doorliep met succes de cursus honorum en werd (vóór 58) consul, en vervolgens in 65 senator.
Gallio viel later in ongenade bij keizer Nero en werd door deze omstreeks 66 gedwongen door zelfdoding een einde aan zijn leven te maken, hetzelfde lot dat ook zijn broers en zijn neef Lucanus overkwam.
In Handelingen van de Apostelen 18:12-17 staat dat tijdens Gallio's proconsulaat van Achaea (juni 51?) Paulus te Korinthe verbleef. Paulus werd door joden bij Gallio aangeklaagd, maar deze verklaarde de aanklacht niet-ontvankelijk, omdat hij geen partij wilde kiezen in een religieus geschil onder joden. Hij greep zelfs niet in toen Sosthenes, de overste van de synagoge, vóór zijn rechterstoel een pak ransel kreeg. Deze houding van Gallio — misschien ingegeven door een typisch Romeinse afkeer tegenover religieus fanatisme, of (ook) door de soms antisemitische uitlatingen van zijn broer Seneca — heeft aan de vrije verkondiging van het christendom in Griekenland een grote dienst bewezen.